# GPR89B
GPR89B (англ. Golgi pH regulator A) – білок, який кодується однойменним геном, розташованим у людей на короткому плечі 1-ї хромосоми.  Довжина поліпептидного ланцюга білка становить 455 амінокислот, а молекулярна маса — 52 917.
| 10         |  | 20         |  | 30         |  | 40         |  | 50         |
| ---------- |  | ---------- |  | ---------- |  | ---------- |  | ---------- |
| MSFLIDSSIM |  | ITSQILFFGF |  | GWLFFMRQLF |  | KDYEIRQYVV |  | QVIFSVTFAF |
| SCTMFELIIF |  | EILGVLNSSS |  | RYFHWKMNLC |  | VILLILVFMV |  | PFYIGYFIVS |
| NIRLLHKQRL |  | LFSCLLWLTF |  | MYFFWKLGDP |  | FPILSPKHGI |  | LSIEQLISRV |
| GVIGVTLMAL |  | LSGFGAVNCP |  | YTYMSYFLRN |  | VTDTDILALE |  | RRLLQTMDMI |
| ISKKKRMAMA |  | RRTMFQKGEV |  | HNKPSGFWGM |  | IKSVTTSASG |  | SENLTLIQQE |
| VDALEELSRQ |  | LFLETADLYA |  | TKERIEYSKT |  | FKGKYFNFLG |  | YFFSIYCVWK |
| IFMATINIVF |  | DRVGKTDPVT |  | RGIEITVNYL |  | GIQFDVKFWS |  | QHISFILVGI |
| IIVTSIRGLL |  | ITLTKFFYAI |  | SSSKSSNVIV |  | LLLAQIMGMY |  | FVSSVLLIRM |
| SMPLEYRTII |  | TEVLGELQFN |  | FYHRWFDVIF |  | LVSALSSILF |  | LYLAHKQAPE |
| KQMAP      |  |            |  |            |  |            |  |            |

A: Аланін

C: Цистеїн

D: Аспарагінова кислота

E: Глутамінова кислота

F: Фенілаланін

G: Гліцин

H: Гістидин

I: Ізолейцин

K: Лізин

L: Лейцин

M: Метіонін

N: Аспарагін

P: Пролін

Q: Глутамін

R: Аргінін

S: Серин

T: Треонін

V: Валін

W: Триптофан

Кодований геном білок за функціями належить до іонних каналів, потенціалзалежних каналів. 
Задіяний у таких біологічних процесах як транспорт іонів, транспорт, транспорт білків, альтернативний сплайсинг. 
Локалізований у мембрані, апараті гольджі.